# Lord-Nunatak
Der Lord-Nunatak ist ein 1075 m hoher Nunatak im ostantarktischen Coatsland. In der Shackleton Range ragt er 2,5 km südwestlich des Baines-Nunatak auf am Ostrand des Pioneers Escarpment auf.
Luftaufnahmen entstanden 1967 durch die United States Navy, der British Antarctic Survey nahm zwischen 1968 und 1971 Vermessungen vor. Das UK Antarctic Place-Names Committee benannte ihn 1972 nach dem kanadischen Forschungsreisenden William Barry Lord, neben Thomas Baines einer der beiden Autoren des Werks Shifts and Expedients of Camp Life, Travel and Exploration aus dem Jahr 1876.